# Скибин, Андрей Сергеевич
Андре́й Серге́евич Ски́бин (укр. Андрій Сергійович Скібін, позывной — Скиба; 2000, Новогригоровка Первая) — украинский военнослужащий, старший лейтенант, участник российско-украинской войны. Герой Украины (2024).

## Биография
Родился в 2000 году в селе Новогригоровка Первая Кировоградской области.
Окончил Криворожский политехнический колледж.
С 2018 года служит в Вооружённых силах Украины. 1 апреля 2019 года подписал контракт с 10-й отдельной горно-штурмовой бригадой, где занял должность командира отделения беспилотных авиационных комплексов разведывательного взвода 108-го отдельного горно-штурмового батальона.
С началом полномасштабного вторжения России в Украину в 2022 году Скибин активно участвовал в боевых действиях в качестве аэроразведчика. Согласно его собственным словам, он ликвидировал около 500 российских оккупантов и осуществил подрыв автомобиля с командиром российской бригады Денисом Ивановым (позывной «Ташкент»). 10 августа 2023 года президент Украины Владимир Зеленский упомянул младшего лейтенанта Андрея Скибина в своём обращении.
Позднее он занимал должность командира роты управления беспилотными авиационными комплексами «Тайстра» в 10-й отдельной горно-штурмовой бригаде. С конца 2024 года исполняет обязанности командира 1-го батальона полка беспилотных систем «К-2».

## Награды
- Звание «Герой Украины» с удостоением ордена «Золотая Звезда» (5 декабря 2024) — за личное мужество и героизм, проявленные в защите государственного суверенитета и территориальной целостности Украины, верность военной присяге[4].
- Орден «За мужество» III степени (23 ноября 2022) — за личное мужество и самоотверженные действия, проявленные в защите государственного суверенитета и территориальной целостности Украины, верность военной присяге[5].